# Експеримент с кукла Бобо
Експеримента с куклата Бобо е извършен от Алберт Бандура през 1961 и изучава моделите на поведение свързани с агресията. Допълнителни изследвания от този тип са направени от Бандура през 1963 и 1965. Куклата Бобо е надуваема играчка, която приблизително по размер е равна на дете преди пубертета.
Този експеримент е важен в психологията, защото е прецедент, който дава искра на много изследвания за ефектите относно насилието при децата.

## Метод
Субектите, които са изследвани в този експеримент включват 36 момчета и 36 момичета от детската градина към Стандфорския университет във възрастта между 3 и 6 години (със средна възраст 4 години и 4 месеца). Контролната група е съставена от 24 деца. Първата експериментална група обхваща 24 деца изложени на агресивен модел на поведение. Втората експериментална група се състои от 24 деца и е изложена на неагресивен модел на поведение. Първата и втората експериментални групи са разделени отново според пола им. Накрая са разделени на групи изложени на същия полов модел и на противоположния полов модел. В този тест има общо 8 експериментални групи и една контролна група. За да се избегне изкривяване на резултатите чрез включване на деца, които вече са предразположени към по-голяма агресивност, експериментатора и учителя (и двамата познават децата добре) класират всяко дете като се основават на физическата агресия, вербалната агресия и обектната агресия предшестваща експеримента. Това позволява на Бандура да групира децата като се основава на средното ниво на агресия.
Първата част на експеримента включва носенето на детския и възрастен модел в стаята за игра. В стаята за игра детето сяда в единия ъгъл пълен с неща предизвикващи активност като картофени щампи и стикери и възрастния модел стои в другия ъгъл съдържащ нескопосано поставена играчка, дървен чук и надуваемата кукла Бобо (която е около 5 фута висока или около 1,50 метра). Преди да напусне стаята експериментатора обяснява, че тези играчки са само за игри.

## Резултати
Бандура открива, че децата изложени на агресивен модел е по-вероятно да действат физически агресивно, отколкото тези, които не са изложени на агресивен модел. За тези деца изложени на агресивен модел, броят на подражаващите на физическата агресия проявена от момчета е 38.2, а от момичета 12.7. Същия модел се появява и при имитирането на вербална агресия на децата изложени на агресивен модел, в сравнение с тези, които са изложени на неагресивен модел. Съответно стойностите за вербалната агресия са 17 за момчетата и 15.7 за момичетата. И физическата и вербалната агресия са редки, ако някога, на децата е показан неагресивен модел или липса на какъвто и да е модел.